# Calotes jerdoni
Calotes jerdoni är en ödleart som beskrevs av  Günther 1870. Calotes jerdoni ingår i släktet Calotes och familjen agamer. Inga underarter finns listade.